# Henri Gelissen
Henri Caspar Joseph Hubert Gelissen (Venlo, 15 mei 1895 - Wassenaar, 20 mei 1982) was een Nederlands bestuurder en politicus.

## Leven en werk
Gelissen studeerde eerst in Rolduc, waar hij in 1912 afstudeerde aan de HBS; daarna ging hij studeren aan de Technische Hogeschool Delft. Hij werd in 1917 scheikundige en promoveerde, wederom in Delft, in 1925 cum laude. Vanaf dat moment begon zijn maatschappelijke loopbaan, die hij begon als (hoog)leraar. Een jaar later werd hij directeur van de N.V. Elektrochemische Industrie in Roermond. Na vier jaar maakte hij de overstap naar de Limburgse elektriciteitsmaatschappij PLEM.
In 1931 schreef Gelissen een rapport over een plan dat hem al langer bezig hield: het aanleggen van een "waterkrachtwerk" in het boven-Geuldal. De bedoeling ervan was om tijdens daluren water op te pompen naar een hooggelegen bekken, en dit tijdens piekuren te laten terugstromen en door middel van een turbine- en generatorstelsel het Limburgse (en Gelderse en Noord-Brabantse) elektriciteitsnet van energie te voorzien. Er moest een stuwdam worden aangelegd, ongeveer op de lijn Schweiberg-Kleeberg met een hoogte van maximaal 12 meter. Een deel van het Geuldal, ruwweg tussen Mechelen en Epen zou in een stuwmeer veranderen en in het Vijlenerbos zou een spaarbekken worden aangelegd.
Tegen het plan rezen ernstige bezwaren. Mr. Edmund Franquinet behoorde tot degenen die op de bres sprongen voor behoud van het landschapsschoon. Ook Prof. dr. J. Heimans schreef in De Levende Natuur over het plan.
Het plan werd snel ingetrokken. Maar enkele jaren later sprak Gelissen opnieuw de hoop uit dat zijn plan voor een spaarbekken-krachtwerk in de toekomst zou kunnen worden uitgevoerd.
Tussen 1935 en 1937 was hij, tegen de zin van zijn partij de RKSP en de bevriende Kamerfractie in, als opvolger van Steenberghe, minister van Economische Zaken in het tweede kabinet-Colijn. Hij bracht in de betrekkelijk korte tijd dat hij minister was wel enkele belangrijke wetten tot stand, zoals de Vestigingswet Kleinbedrijf. Na zijn ministerschap keerde hij terug naar de PLEM.
Tijdens de Tweede Wereldoorlog was hij enige tijd gegijzeld te Haren (Noord-Brabant). Na de oorlog werd hij ten onrechte beticht van Nazi-sympathieën.
Vanaf 1947 was hij tevens bestuurder bij De Sphinx. Ook richtte hij de N.V. Industriebank in Limburg op, die de voorloper was van het LIOF. De bank verleende krediet aan de industrie. Van 1959 tot 1963 was hij voorzitter van de Kamer van Koophandel in Maastricht. In deze functie was hij nauw betrokken bij de totstandkoming van de Nederlands-Duitse Kamer van Koophandel, een overlappend orgaan tussen de Nederlandse KvK en de Duitse Handelskammer in een zeer nauw samenwerkingsverband. Minder bekend is, dat hij, naast de verschillende maatschappelijke functies, lange tijd voorzitter is geweest van het Nederlandse toeristenbureau, de VVV.
Gelissen was optimistisch, ondernemend en had een bourgondische levensstijl. In 1931 was hij medeoprichter van de Maastrichtse Watersportclub. Hij is de overgrootvader van de acteur Frederik Brom.
In 1955 werd prof. dr. ir. H.C.J.H. Gelissen benoemd tot eredoctor van de Technische Hogeschool Aken. In 1960 ontving hij een eredoctoraat van de Katholieke Universiteit Leuven. In zijn dankrede pleitte hij voor de stichting van een internationale universiteit in Maastricht. Deze zou zich in het universitaire landschap moeten onderscheiden door meertalig onderwijs.
In Venlo is een straat vernoemd naar Gelissen: de Professor Gelissensingel. Ook in de Maastrichtse wijk Randwyck is sinds 1982 een straat naar Gelissen vernoemd: het Gelissendomein.